# Miquel dels Sants Font Poquet
Miquel dels Sants Font Poquet (Palma, 1974) és un bibliotecari, editor i escriptor mallorquí. Llicenciat en Filosofia i Lletres, especialitat de Literatura Catalana (1999). Des de 1999 i fins a 2011 fou directiu de Miquel Font, Editor.
Com a bibliotecari és responsable de la Biblioteca de l'Esport (des de 1999) i del Centre d'Interpretació de l'Esport de les Illes Balears (des de 2012) ambdues entitats, pertanyents al GOIB.
Col·laborador en revistes especialitzades sobre la història del cinema, esports i bibliografia mallorquina.

## Obra
- El Nadal a Mallorca (2005)
- Cuina i menjar a Mallorca. Història i receptes (2006)
- Pere d'Alcàntara Penya. Vida i obra (2006)
- La fe vençuda. Jueus, conversos i xuetes a Mallorca (2007)
- Història de l'esport a Montuïri (2018)

## Edició crítica
- Cuina popular de Mallorca. Sóller 1931 (2007)
- La cuinera pràctica. Felanitx 1935 (2009)
- Cuina mallorquina de casa de senyor. Palma 1927 (2010)

## Obra col·lectiva
- Miquel Àngel Colomar (1903-1970) (2003)
- Cervantes, el Quixot i Mallorca (2006)
- El Secreto de la Pedriza (2006)
- Flor de Espino (2007).